# Grève de la faim irlandaise de 1981
 (16 avril 2019).
Le contenu est difficilement compréhensible vu les erreurs de traduction, qui sont peut-être dues à l'utilisation d'un logiciel de traduction automatique.

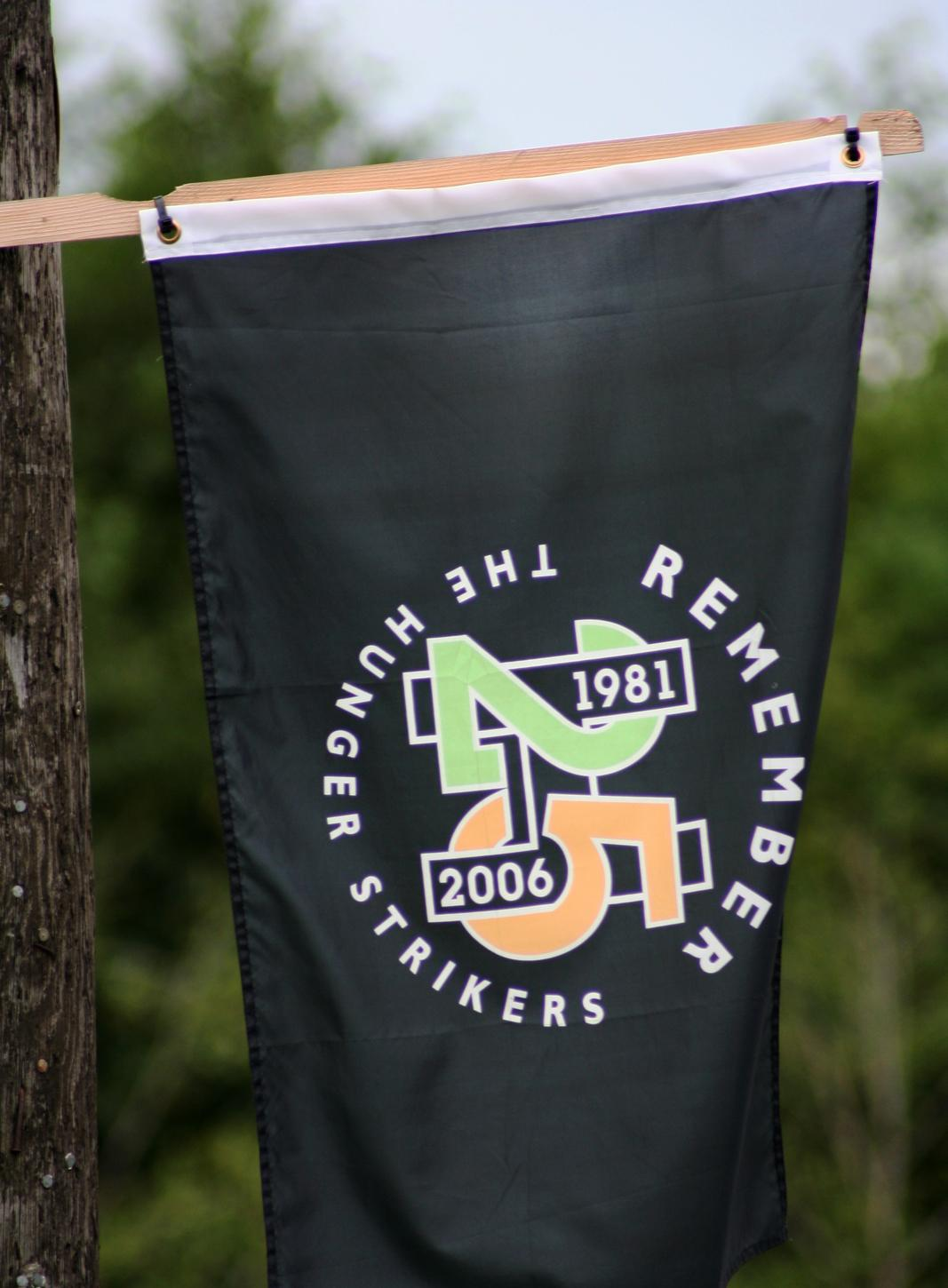
Un drapeau commémorant le 25e anniversaire de la grève de la faim.

La grève de la faim irlandaise de 1981 était l'aboutissement de cinq ans de protestation des prisonniers républicains irlandais au cours du conflit nord-irlandais. Les protestations avaient débuté avec le blanket protest de 1976 lorsque le gouvernement britannique retira aux prisonniers paramilitaires condamnés leur statut spécial. En 1978, après une série d'attaques sur des prisonniers qui avaient quitté leur cellule pour vider leur pot de chambre, le conflit prit la forme d'une "sale protestation" (dirty protest) lorsque les prisonniers refusèrent de se laver et recouvrirent les murs de leur cellule d'excréments. En 1980, sept prisonniers participèrent à une première grève de la faim, qui prit fin après 53 jours.
La seconde grève de la faim eut lieu en 1981 et constitua une épreuve de force entre les prisonniers et la Première ministre Margaret Thatcher. L'un des grévistes de la faim, Bobby Sands, fut élu député au cours de la grève, ce qui attira l'attention des médias du monde entier. La grève prit fin après la mort de dix prisonniers, parmi lesquels Bobby Sands, dont les funérailles attirèrent 100 000 personnes. La grève entraîna une radicalisation des politiques nationalistes et constitua la force motrice qui permit au Sinn Féin de devenir un parti politique de masse.

## Contexte
Il ne s'agissait pas du premier jeûne politique mené par des républicains irlandais depuis 1917 : 12 hommes étaient morts au cours de grèves de la faim précédentes, dont Thomas Ashe, Terence MacSwiney, Seán McCaughey, Michael Gaughan (en) et Frank Stagg[source insuffisante]. Après l'introduction des camps d'internement en 1971, la prison de Long Kesh, plus tard connue sous le nom de la prison de Maze, était dirigée à la manière d'un camp pour prisonniers de guerre. Les détenus vivaient dans des dortoirs et s'imposaient une structure militaire, s'exerçaient avec des faux fusils en bois et tenaient des conférences sur la guérilla et la politique révolutionnaire. Les prisonniers condamnés se sont vu refuser les droits accordés aux personnes internées au camp jusqu'en juillet 1972, date à laquelle le Special Category Status leur est accordé à la suite d'une grève de la faim menée par 40 prisonniers issus de l'Armée républicaine irlandaise provisoire (IRA), conduits par le républicain vétéran Billy McKee. La catégorie spéciale, ou statut de prisonnier politique, signifiait que les prisonniers seraient traités de façon similaire à des prisonniers de guerre, par exemple, en étant exemptés du port de l'uniforme de prisonnier ou du travail de prison. En 1976, dans le cadre de sa politique de « criminalisation », le gouvernement britannique mit fin au statut spécial, pour les prisonniers condamnés pour des actes commis après le 1er mars 1976. La fin du statut spécial constituait une menace sérieuse à l'autorité paramilitaire à l'intérieur de la prison, en plus d'être un coup de propagande.

## Lesblanketetdirty protests
Le 14 septembre 1976, le prisonnier nouvellement condamné Kieran Nugent débuta sa blanket protest (littéralement "protestation de la couverture"), au cours de laquelle les prisonniers issus de l'IRA et de l'Irish National Liberation Army (INLA) refusèrent de porter l'uniforme des prisonniers, choisissant de déambuler nus ou vêtus de vêtements façonnés dans des couvertures de la prison. En 1978, après une série d'attaques sur des prisonniers qui quittaient leur cellule pour vider leur pot de chambre, les événements s'enchaînèrent jusqu'à la Grève de l'Hygiène (dirty protest en anglais), au cours de laquelle les prisonniers refusèrent de se laver et couvrirent les murs de leur cellule d'excréments. Ces manifestations visaient le rétablissement du statut de prisonniers politiques par la formulation des "cinq demandes" :
1. Le droit de ne pas porter l'uniforme de prisonnier ;
2. Le droit à ne pas participer aux travaux de prisonnier ;
3. Le droit de libre association avec d'autres prisonniers et celui d'organiser des activités éducatives ou récréatives ;
4. Le droit à une visite, une lettre et un colis par semaine ;
5. L'entière restauration de la remise de peine perdue lors de la manifestation[8].

À l'origine, elle n'a guère attiré l'attention, l'IRA elle-même considérant la question comme secondaire par rapport à sa campagne armée,. La situation changea lorsque Tomás Ó Fiaich, archevêque d'Armagh, visita la prison et dénonça les conditions qui y régnaient. En 1979, l'ex-députée Bernadette McAliskey se présenta à l'élection au Parlement européen sur la base d'une plate-forme appuyant les prisonniers protestataires, et récolta 5,9 % des voix en Irlande du Nord, bien que le Sinn Féin ait appelé au boycott de l'élection,. Peu après, le comité National H-Block-Armagh fut mis sur pied en appui aux "cinq demandes" avec McAliskey comme principale porte-parole,. Une vague d'assassinats commandités par les deux factions eut lieu dans la période qui précéda la grève de la faim. L'IRA tua plusieurs membres du personnel de la prison, ; alors que les paramilitaires loyalistes d'Ulster tuèrent plusieurs militants du comité National H-Block/Armagh et blessèrent gravement McAliskey et son mari lors d'une tentative d'assassinat,.

## Première grève de la faim
Le 27 octobre 1980, les prisonniers républicains de l'établissement d'HM Maze amorcèrent une grève de la faim. Plusieurs prisonniers se portèrent volontaires pour participer à la grève, mais seuls sept d'entre eux furent sélectionnés, nombre choisi pour le nombre d'hommes qui avaient signé la Proclamation de la République irlandaise lors de l'insurrection de Pâques 1916. Le groupe était formé des membres de l'IRA Brendan Hughes, Tommy McKearney, Raymond McCartney, Tom McFeeley, Sean McKenna, Leo Green et du membre de l'INLA, John Nixon. Le 1er décembre, trois prisonnières de la prison pour femmes d'Armagh se joignirent à la grève, dont Mairéad Farrell, mouvement suivi par une courte grève de la faim par une douzaine d'autres prisonniers du Maze. Après un affrontement entre les dirigeants de l'IRA et le gouvernement britannique, alors que McKenna entrait et sortait du coma et se tenait entre la vie et la mort, le gouvernement sembla répondre à l'essentiel des cinq demandes des prisonniers par un document de 30 pages détaillant le règlement proposé. Alors que le document était en transit à Belfast, Hughes décida de sauver la vie de McKenna et de mettre fin à la grève après 53 jours le 18 décembre.

## Deuxième grève de la faim

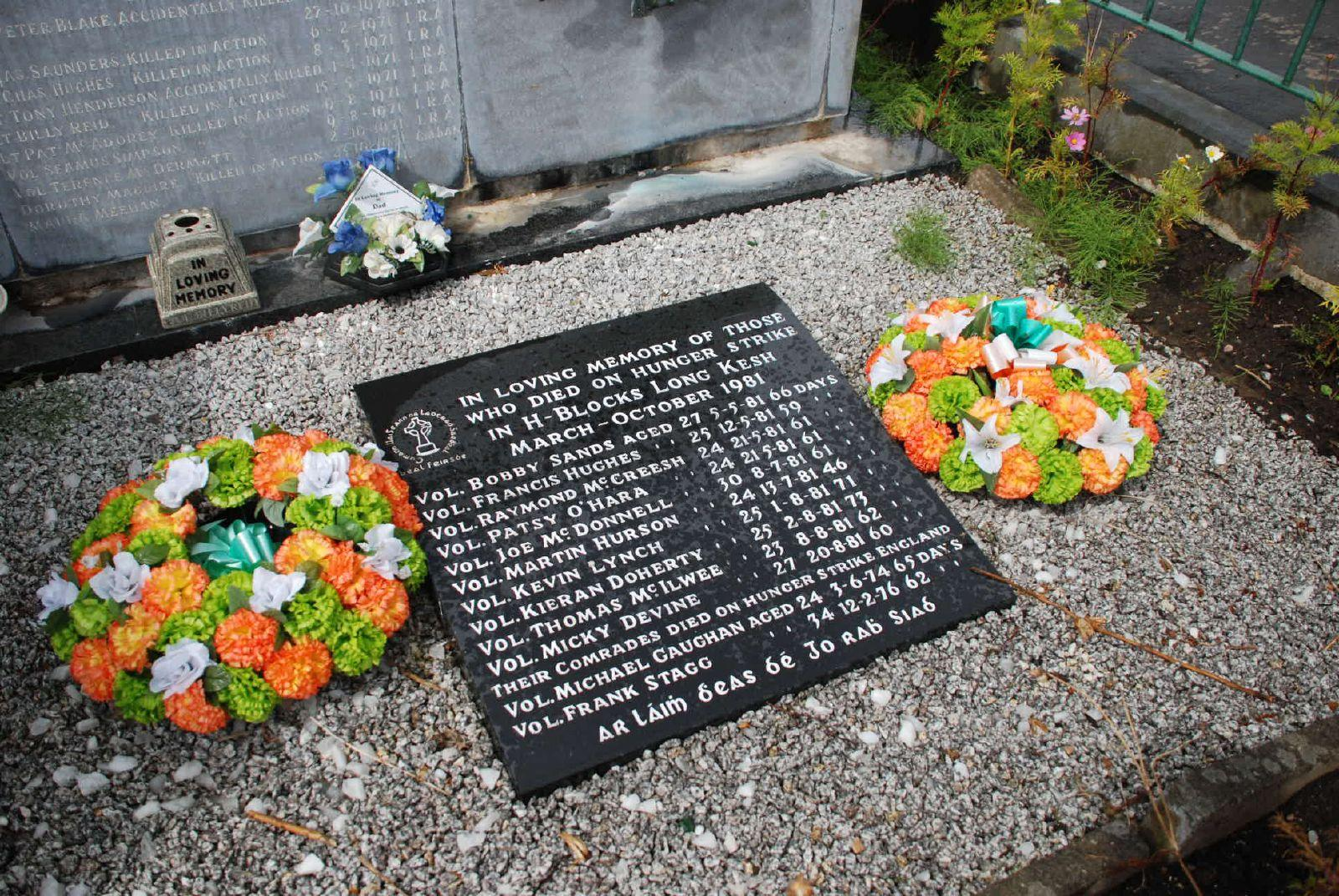
Un monument en mémoire de la grève de la faim au cimetière de Mittown à Belfast.

En janvier 1981, il devint clair que les prisonniers n'obtiendraient pas une réponse favorable à leurs demandes. Les autorités de la prison fournirent aux prisonniers des vêtements civils officiels, alors que les prisonniers demandaient à pouvoir porter leurs propres vêtements. Le 4 février, les prisonniers publièrent une déclaration selon laquelle le gouvernement britannique n'avait pas résolu la crise et déclarèrent leur intention de "procéder à une nouvelle grève de la faim". La seconde grève de la faim commença le 1er mars lorsque Bobby Sands, ex-officier commandant de l'IRA emprisonné refusa de se nourrir. Contrairement à ce qui fut le cas lors de la première grève, les prisonniers se joignirent au mouvement un à la fois et par intervalle, ce qui devait selon eux leur permettre d'optimiser leurs appuis au sein du public et d'exercer une pression maximale sur le Premier ministre Margaret Thatcher.
Le mouvement républicain éprouva d'abord des difficultés à gagner le soutien du public pour la seconde grève de la faim. Lors du dimanche qui précéda le début de la grève de Sands, 3 500 personnes déambulèrent dans les rues de Belfast pour démontrer leur soutien alors que leur nombre avait atteint les 10 000 lors de la précédente grève de la faim, quatre mois plus tôt. Toutefois, cinq jours après le début de la grève, le député républicain indépendant de la circonscription de Fermanagh and South Tyrone, Frank Maguire, mourut, ce qui entraîna le déclenchement d'une élection partielle dans cette circonscription. Il y eut un débat entre nationalistes et républicains afin de déterminer qui se porterait candidat à l'élection. Austin Currie du Parti social-démocrate et travailliste exprima son intérêt, de même que Bernadette McAliskey et le frère de Maguire, Noel. À la suite de négociations et de menaces dissimulées à l'endroit de Noel Maguire, on s'entendit pour ne pas diviser le vote nationaliste et Sands se présenta comme candidat Anti-H Block contre le candidat du Parti unioniste d'Ulster, Harry West,. À la suite d'une campagne très visible, l'élection eut lieu le 9 avril et Sands fut élu à la Chambre des communes du Royaume-Uni avec 30 492 voix contre les 29 046 de West.

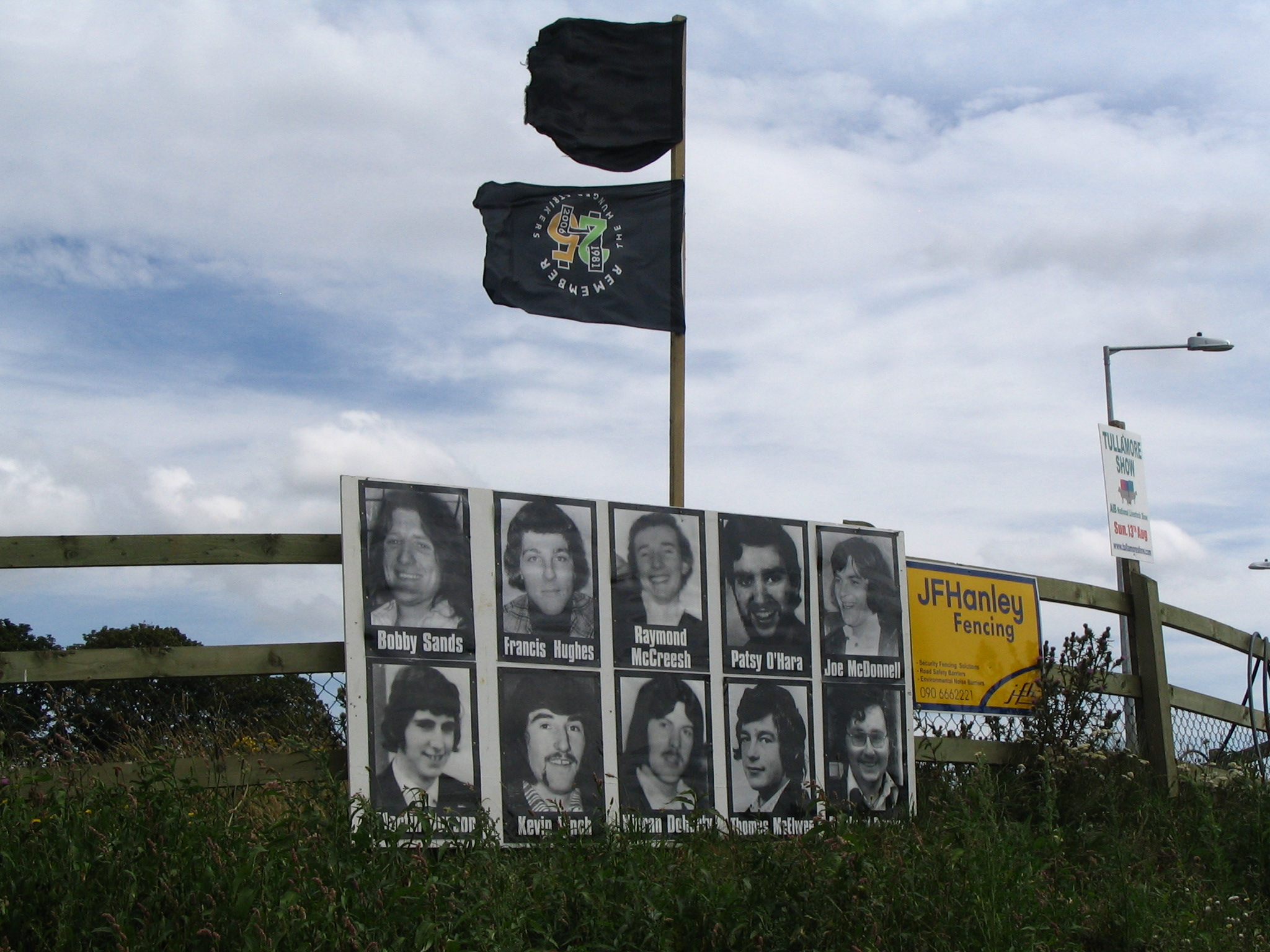
Panneau de la 25e commémoration, dans le Donegal en 2006.

La victoire électorale de Sands permit d'espérer négocier un règlement, mais Margaret Thatcher campa sur ses positions, refusant de céder aux grévistes de la faim. Elle affirma « nous ne sommes pas disposés à considérer la possibilité d'octroyer un statut spécial à certains groupes purgeant une peine pour avoir commis un crime. Un crime est un crime, ce n'est pas politique. » Les médias du monde entier débarquèrent à Belfast et plusieurs émissaires visitèrent Sands afin de tenter de négocier avec lui la fin de la grève, dont Síle de Valera, petite-fille d'Éamon de Valera, l'envoyé personnel du Pape Jean-Paul II, John Magee et des représentants de la Commission européenne des droits de l'homme,. Sands était à l'article de la mort mais la position gouvernementale demeura ferme. Le Secrétaire d'État pour l'Irlande du Nord Humphrey Atkins déclara : "Si M. Sands persiste dans son désir de mettre fin à ses jours, c'est son choix. Le gouvernement ne souhaite pas lui imposer une intervention médicale".
Le 5 mai, Sands mourut à l'hôpital de la prison au soixante-sixième jour de sa grève de la faim, ce qui déclencha des émeutes dans les régions nationalistes de l'Irlande du Nord. Humphrey Atkins publia une déclaration selon laquelle Sands s'était suicidé "suivant les instructions de ceux qui jugeaient que sa mort servirait leur cause". Plus de 100 000 personnes se joignirent au cortège funèbre, où il reçut tous les honneurs militaires de l'IRA. Margaret Thatcher n'exprima aucun regret pour sa mort, affirmant devant la Chambre des communes britannique : "M. Sands était un criminel condamné. Il a choisi de s'enlever la vie. C'est un choix que son organisation n'a pas donné à beaucoup de ses victimes.".
Dans les deux semaines qui suivirent la mort de Sands, trois autres grévistes de la faim moururent. Francis Hughes mourut le 12 mai, ce qui déclencha d'autres émeutes dans les régions nationalistes de l'Irlande du Nord, surtout à Derry et Belfast. Après la mort de Raymond McCreesh et de Patsy O'Hara le 21 mai, Tomás Ó Fiaich, alors Primat de toute l'Irlande, critiqua la gestion de la grève de la faim par le gouvernement britannique. Malgré cela, Margaret Thatcher refusa de négocier un règlement, affirmant, au cours d'une visite à Belfast à la fin de mai, que "devant l'échec de leur cause discréditée, les hommes de violence ont choisi, ces derniers mois, de jouer ce qui pourrait bien être leur dernière carte.".
Neuf prisonniers grévistes se portèrent candidat à l'élection générale de la république d'Irlande en juin. Kieran Doherty et Paddy Agnew (ce dernier n'étant pas gréviste) furent respectivement élus dans Cavan-Monaghan et Louth et Joe McDonnell perdit de peu dans Sligo-Leitrim,.

## Filmographie
- Hunger de Steve McQueen, sorti en France en 2008. Le film retrace la grève de la faim menée par Bobby Sands en 1981.
- Some Mother's Son de Terry George, sorti en 1996. Le film parle de la grève de la faim irlandaise, et du dilemme d'une mère d'un des prisonniers qui hésite à stopper la grève de la faim de ce dernier.